# Suzanne van Outryve d’Ydewalle
Jonkvrouw Suzanne Marie Désirée Laurence Ghislaine van Outryve d'Ydewalle, barones Charles d'Udekem d'Acoz (Wingene, 22 juni 1898 - Ieper, 6 april 1983) was de grootmoeder van koningin Mathilde van België.

## Levensloop
Suzanne was het oudste kind van Ridder Clement-Paul van Outryve d'Ydewalle (Ruddervoorde 1876 - Elsene 1942) en Madeleine de Thibault de Boesinghe (Brugge 1876 - Brussel 1931). Ze had 1 broer Adelin (1901-1943) die de Britse nationaliteit aannam en uit zijn huwelijk met Violet Morrough (1899-1976) een dochter had, Joan van Outryve d'Ydewalle (1924-2009). Toen haar tante Mathilde Emma van Outryve d'Ydewalle (1867-1945) en diens echtgenoot Raoul Mazeman de Couthove et de Tonlieu (1854-1923), burgemeester van Proven, kinderloos bleven, werd Suzanne geadopteerd door het echtpaar. 
Suzanne vertrok in 1910 samen met haar vader en broer naar Engeland. In 1915 verkregen ze alle drie de Britse nationaliteit. Begin 1918 vestigde Suzanne zich in Londen. Ze werd er verpleegster en verzorgde gekwetste militairen. Na de oorlog keerde ze naar België terug. 
Ze was al vijfendertig toen ze in 1933 in het huwelijk trad met de kinderloze weduwnaar baron Charles d'Udekem d'Acoz (1885-1968), die burgemeester van Proven werd en met wie ze drie zoons kreeg. De jongste was Patrick d'Udekem d'Acoz (1936-2008), de vader van Koningin Mathilde van België.
Het is door dit grootmoederschap dat Suzanne van Outryve d'Ydewalle ruimere bekendheid verwierf.